# Liptovská Ondrašová

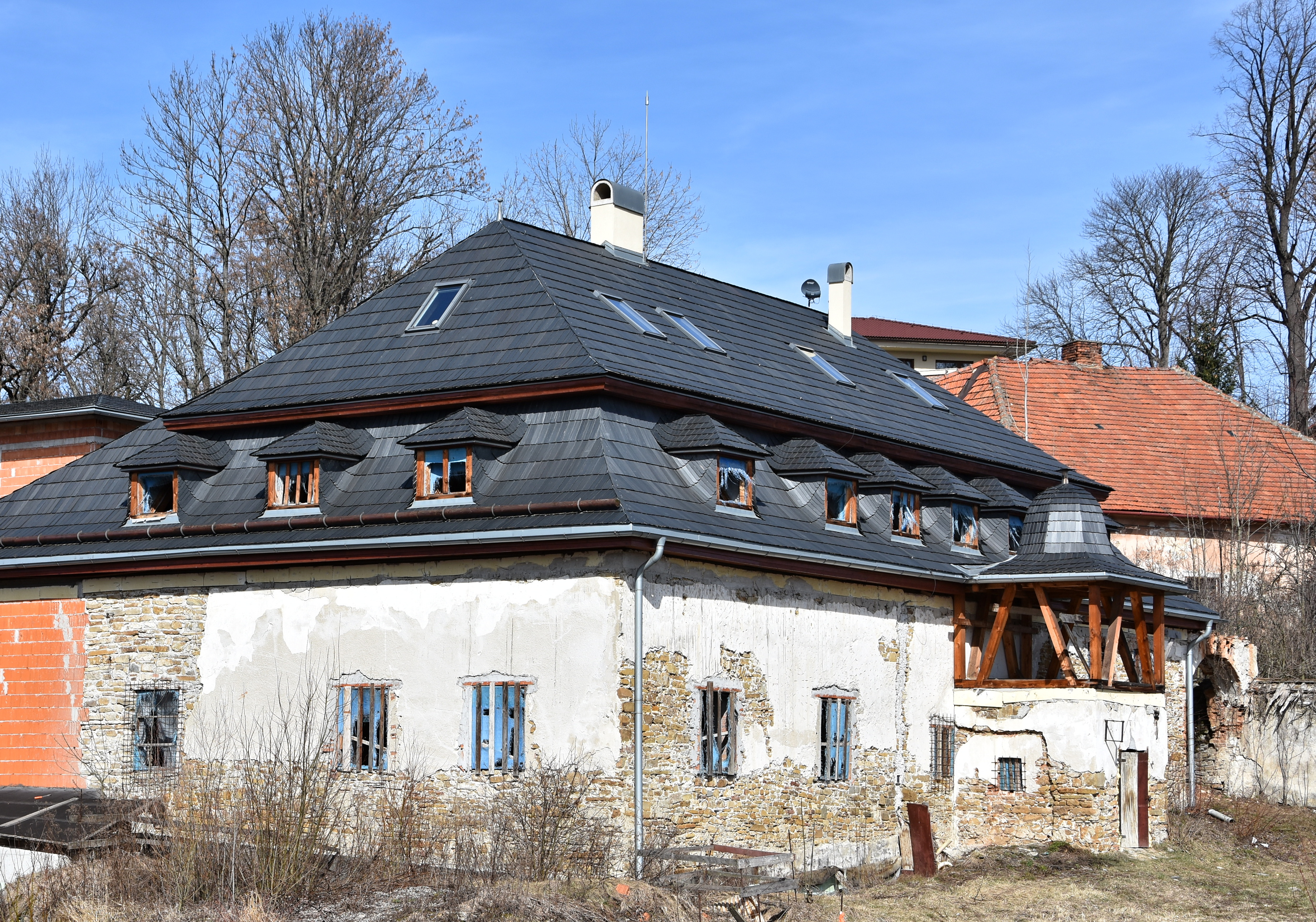

Liptovská Ondrašová är en by i regionen Žilinský kraj som tillhör Liptovský Mikuláš men räknades som en egen ort fram till och med 1960. Geografiskt sett är den belägen norr om den större ort den numera tillhör och skiljs åt av floden Jalovčanka och järnvägsspår. Den första referensen i skrift till byn är från 1286. Folkmängden beräknas till strax under 2000.